# Sous emprise
Pour plus de détails, voir Fiche technique et Distribution.
Sous emprise est un film français réalisé par David M. Rosenthal et sorti en 2022.
Sofiane Zermani y joue le rôle d'un champion d'apnée no limit, une discipline extrême et controversée de l'apnée sportive. Le film a été no 1 des films sur la plateforme Netflix en France, et no 2 au niveau mondial.

## Synopsis
Le scénario est inspiré de la véritable histoire des apnéistes Francisco Ferreras et son épouse, la Française Audrey Mestre, morte lors d'une tentative controversée de record du monde de plongée à –171 mètres en 2002.
Roxana, une jeune femme attirée par le monde de la plongée, tombe sous la domination de Pascal, un plongeur qui l'entraîne et qui la manipule. Pascal bat plusieurs records de plongée en apnée no limit, mais après un incident lors de la remontée se voit interdire de continuer. Il demande alors à Roxana de tenter de battre le record de plongée.

## Fiche technique
- Titre : Sous emprise
- Titre alternatif : Apnea
- Réalisation : David M. Rosenthal
- Scénario : David M. Rosenthal
- Production : Nolita Cinema
- Musique : Atli Örvarsson
- Photographie : Thomas Hardmeier
- Photographie sous marine : Terence Dewaele
- Montage : Stéphane Roche, Hervé Schneid
- Durée : 118 minutes
- Date de sortie : 9 septembre 2022 (sortie mondiale sur Netflix)

## Distribution
- Fianso (Sofiane Zermani): Pascal Gautier
- Camille Rowe : Roxana Aubry
- César Domboy : Tom
- Zacharie Chasseriaud :  Sasha
- Muriel Combeau  : Juliette

## Production
L'apnéiste recordman du monde d'apnée Stéphane Mifsud a participé à la préparation des acteurs pour les scènes de plongée,. Le tournage a eu lieu à La Ciotat, Porquerolles, Villefranche-sur-Mer, en Guadeloupe et en Belgique.